# 장집
장집(張緝, ? ~ 254년)은 중국 삼국시대 위나라의 문신으로, 자는 경중(敬仲)이다. 장기의 아들이며, 장황후의 아버지이다.

## 행적
아버지의 작위를 계승하여 서향후(西鄕侯)가 되었으며, 태화(太和) 연간(227년-233년) 온현령(溫縣令)이 되었다. 기도위(騎都尉) · 상서랑(尙書郞) · 동관태수(東莞太守) 등을 역임하였다.
가평(嘉平) 4년(252년) ,딸이 황제 조방의 황후가 되자 광록대부(光祿大夫) · 위특진(魏特進)이 되었으며, 당시 외척이 지는 관례에 따라 태수직을 물러났다. 장집은 재물욕은 없어도 권력욕은 있었는데, 은퇴하게 되었으므로 염려하며 자주 오(吳)와 촉(蜀)의 사정을 진술하고, 사마사(司馬師)의 물음에 답하고, 제갈각(諸葛恪)이 승리하지만 곧 살해될 것이라고 예언했다. 가평 6년(254년), 하후현(夏侯玄) · 이풍(李豊) 등과 함께 사마씨의 수장 사마사를 죽이려다가 발각되어 처형당했다.

## 가계

### 관련 인물
장기　장황후